# خاله ریزه (شخصیت)
خانم قاشق چای‌خوری (نروژی: Teskjekjerringa) نام شخصیتی است که برای کودکان منتشر شده‌است. سریال انیمیشن این شخصیت نیز ساخته شد که در دههٔ هفتاد شمسی با نام خاله ریزه و قاشق سحرآمیز از تلویزیون ایران پخش می‌شد. نویسندهٔ این مجموعه داستان، نویسنده‌ای نروژی به نام آلف پرویسن می‌باشد.

## موضوع کتاب
پیرزنی ماجراجو که توانایی حرف زدن با حیوانات را دارد، صاحب قاشقی طلایی است که به وسیلهٔ آن کوچک می‌شود. خاله ریزه نمی‌خواست کسی بفهمد که ناگهان کوچک می‌شود ولی دختری که همیشه همراه خاله ریزه بود به این موضوع پی برد و از آن پس سعی می‌کرد که همیشه به وی کمک کند.